# Копачу
Копачу (рум. Copaciu) — село у повіті Джурджу в Румунії. Входить до складу комуни Гімпаць.
Село розташоване на відстані 38 км на південний захід від Бухареста, 35 км на північний захід від Джурджу.

## Населення
За даними перепису населення 2002 року у селі проживали 1104 особи.
Національний склад населення села:
| Національність | Кількість осіб | Відсоток |
| -------------- | -------------- | -------- |
| румуни         | 1085           | 98,3%    |
| цигани         | 19             | 1,7%     |

Рідною мовою назвали:
| Мова      | Кількість осіб | Відсоток |
| --------- | -------------- | -------- |
| румунська | 1097           | 99,4%    |
| циганська | 7              | 0,6%     |